# Shahpour Zarnegar
Shahpour Zarnegar (persisch شاپور زرنگار; * 25. März 1929 in Kermanschah; † 12. September 2022 in Teheran) war ein iranischer Fechter.

## Karriere
Shahpour Zarnegar nahm wie sein Bruder Bizhan an den Olympischen Sommerspielen 1964 in Tokio teil. Neben allen drei Mannschaftswettkämpfen ging Zarnegar auch im Degen-Einzel an den Start. Zudem nahm er an den Weltmeisterschaften 1966 teil.
Nach seiner Karriere war er von 1968 bis 1974 Nationaltrainer des Iran und fungierte als Schiedsrichter bei den Olympischen Sommerspielen 1976 in Montreal. Von Beruf war er Polizist.